# Slovenski test iskanja besed
Slovenski test iskanja besed (STIB) je kratek diagnostični instrument, namenjen prepoznavanju odstopanj na področju poimenovanja samostalnikov. Prvič je bil objavljen leta 2023, z avtorji Barbaro Vogrinčič, Tino Pogorelčnik, Maticem Pavličem ter Davidom Gosarjem. 
STIB je test poimenovanja in je namenjen prepoznavanju odstopanj na področju poimenovanja samostalnikov pri otrocih in odraslih (od 4;5 do 85;0 leta). Test vsebuje 60 slikovnih predlog (barvne ilustracije) ter predvideva različne oblike pomoči/namigov, ki testiranca vodijo do ciljne besede, testatorju pa pomagajo določiti vzrok za nezmožnost poimenovanja.
Najpogosteje se uporablja kot nevrolingvistično ocenjevalno orodje za merjenje iskanja besed pri posameznikih z afazijo ali drugimi jezikovnimi motnjami. Test se lahko uporablja tudi za namene preverjanja jezikovne zmožnosti na področju poimenovanja pri jezikoslovnem, kognitivnem in/ali psihološkem raziskovanju različnih raziskovalnih skupin govorcev slovenščine, kot so otroci, ki jezik usvajajo, večjezični govorci, govorci z jezikovnimi motnjami zaradi afazij ali nevrodegenerativnih bolezni. 
| Avtorji    | Barbara Vogrinčič Tina Pogorelčnik Matic Pavlič David Gosar |
| Leto izida | 2023                                                        |
| Založnik   | Center za psihodiagnostična sredstva                        |

##### Izvajanje testa
STIB lahko izvajajo logopedi in logopedinje po zaključenem strokovnem izpitu. Za raziskovalne namene tudi psihologi, jezikoslovci in drugi strokovnjaki s področja kognitivnih znanosti jezika. Vsi izvajalci testa morajo predhodno opraviti usposabljanje za izvajalce.

##### Zanesljivost
Notranjo skladnost STIB so avtorji ocenili na celotnem vzorcu 998 oseb in glede na pet starostnih skupin: 0,84–0,93 (Chronbachov koeficient alfa), 0,65–0,84 (najnižji razpolovitveni koeficient), 0,91–0,96 (najvišji razpolovitveni koeficient), 0,95–0,98 (največja spodnja meja).

##### Veljavnost
Rezultati regresijske analize, vezane na starost, spol in izobrazbo (oz. izobrazbo staršev v primeru otrok in mladostnikov) so se v veliki meri ujemali s predhodnimi raziskavami. Predstavljene so tudi raziskave iz tujine in Slovenije o korelacijah med STIB in drugimi psihološkimi preizkusi. Veljavnost je bila za slovensko okolje ocenjena tudi z analizo napovedne vrednosti za skupino otrok s specifično govorno in jezikovno motnjo ter skupino odraslih, ki so utrpeli kap v jezikovno dominantni polobli možganov.

##### Norme
Norme so v obliki T-vrednosti in centilov ter so ločene so glede na starost in glede na doseženo izobrazbo (v primeru mladostnikov, glede na doseženo izobrazbo mame).
1. ↑  »Slovenski test iskanja besed – STIB«. www.center-pds.si. Pridobljeno 21. maja 2025.